# ダニエル・アラップ・モイ
ダニエル・トロイティッチ・アラップ・モイ（スワヒリ語: Daniel Toroitich arap Moi, 1924年9月2日 - 2020年2月4日）は、ケニアの政治家。1978年10月から2002年12月まで同国大統領（第2代）を務めた。ケニア・アフリカ民族同盟 (KANU) 所属。

## 来歴
1978年、初代大統領ジョモ・ケニヤッタの死亡に伴い、副大統領から昇格。KANU一党独裁体制のもと、5選・24年間の長期政権を維持する。その統治は強権的なものであり、独裁批判の絶えることは無かった。少数民族カレンジン（Kalenjin）の1グループトゥゲン（Tugen）の出身であり、自民族を優遇しキクユ人等多数派を冷遇。また反体制派を多数弾圧投獄した。長期にわたる独裁体制及び政情不安のため、経済が停滞。そのため不満の声が高まり、1992年に複数政党制を認めざるを得なくなる。しかし、野党勢力は有力な人物を欠き、統一することができなかったため、民主化後も当選を重ねた。2002年、高齢のため引退を表明。後継の大統領候補にウフル・ケニヤッタ（ケニヤッタ初代大統領の息子）を指名するも、与党内からも反発が大きく、選挙ではムワイ・キバキに敗れた。
2020年2月4日早朝に95歳で死去。ただしウフル・ケニヤッタ大統領が発表した死去した場所については、ケニア西部の自宅とする報道と、ケニアの大手新聞社デイリー・ネーションのナイロビ病院とする報道がある。

## 人物
- 違法取引の象牙の山に、大統領自らが火を点けて燃やしたパフォーマンスは世界的に有名になった。
- 1987年より複数額面のケニア・シリング紙幣に肖像が使用されている。